# Irene Luft
Irene Luft (* 1977 in Kaskelen, Kasachstan) ist eine deutsche Modeschöpferin. 

## Leben
Irene Luft wurde 1977 in der Nähe von Almaty in Kasachstan geboren. Danach zog sie nach München und studierte dort Modedesign an der AMD Akademie Mode & Design.
Im Jahr 2008 gründete sie ihr eigenes Modelabel, das ihren Namen trägt. Die Münchner Designerin entwarf für die vierte Staffel von Germany’s Next Topmodel eine insgesamt 20-teilige Kollektion, in der die Kandidatinnen in Los Angeles fotografiert wurden.
2011 präsentierte sie zum ersten Mal ihre Kollektion auf der Mercedes-Benz Fashion Week in Berlin.